# Pampuszki

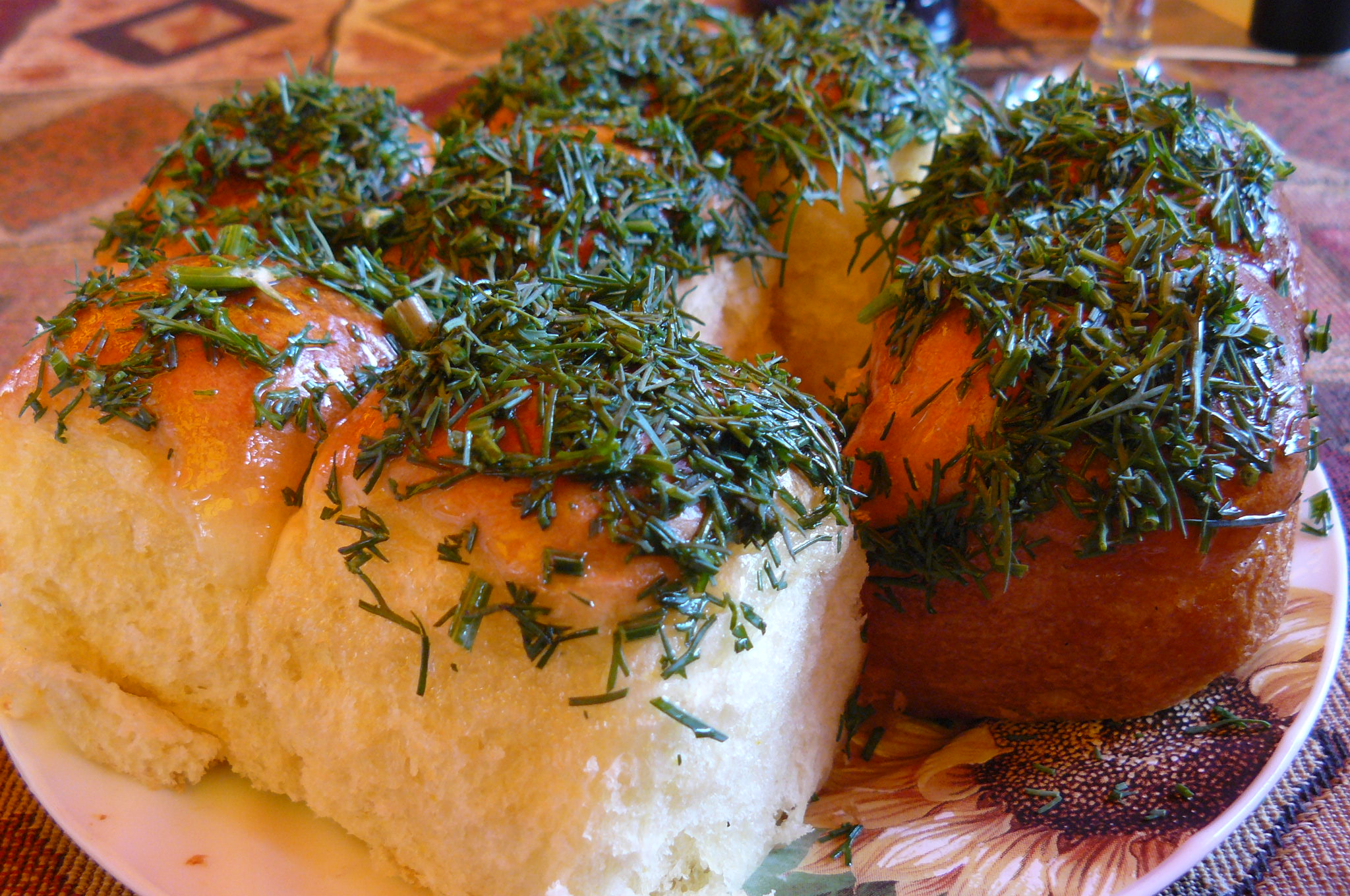
Pampuszki z czosnkiem i koperkiem

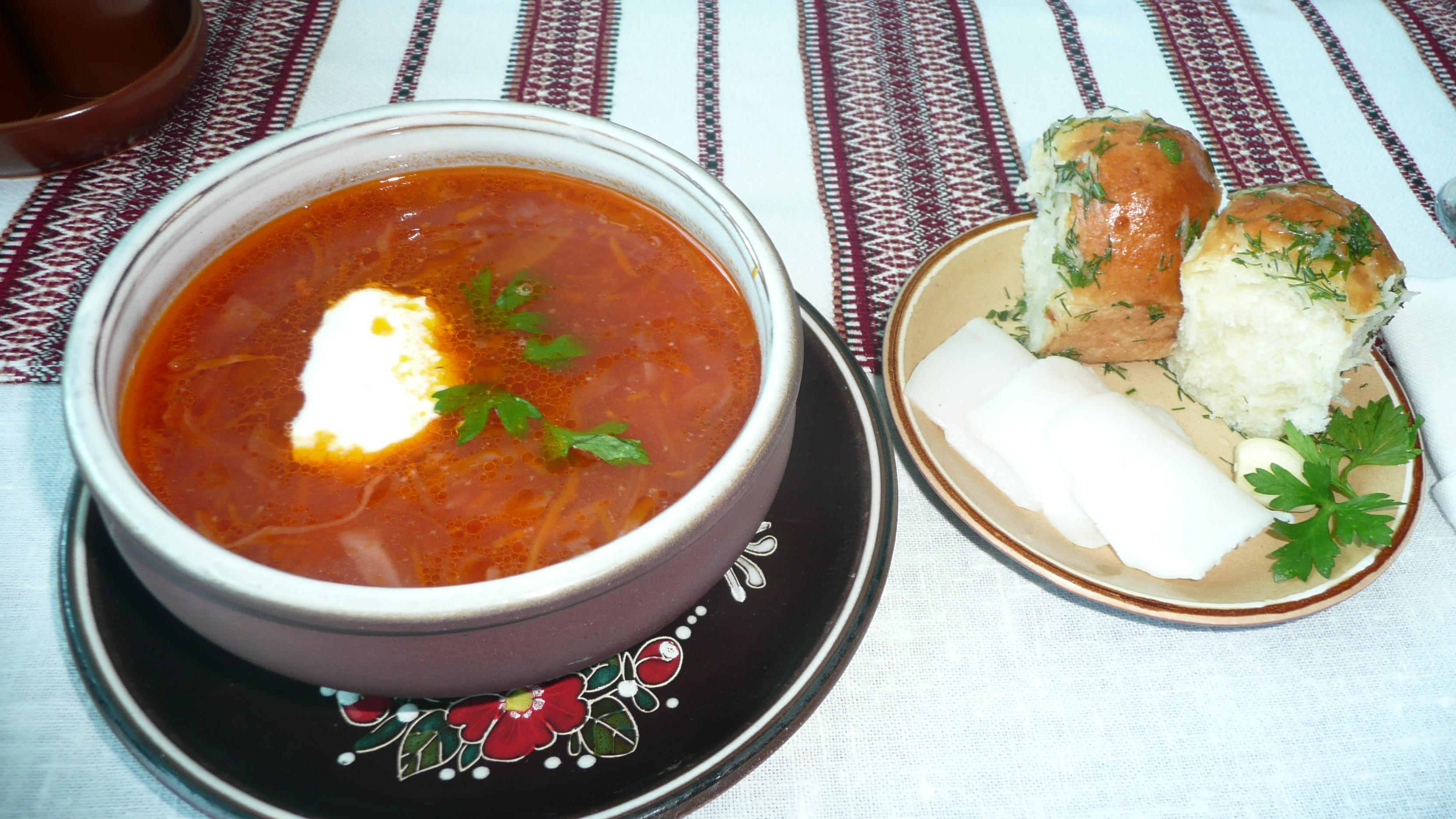
Pampuszki podane do barszczu, obok również plasterki słoniny

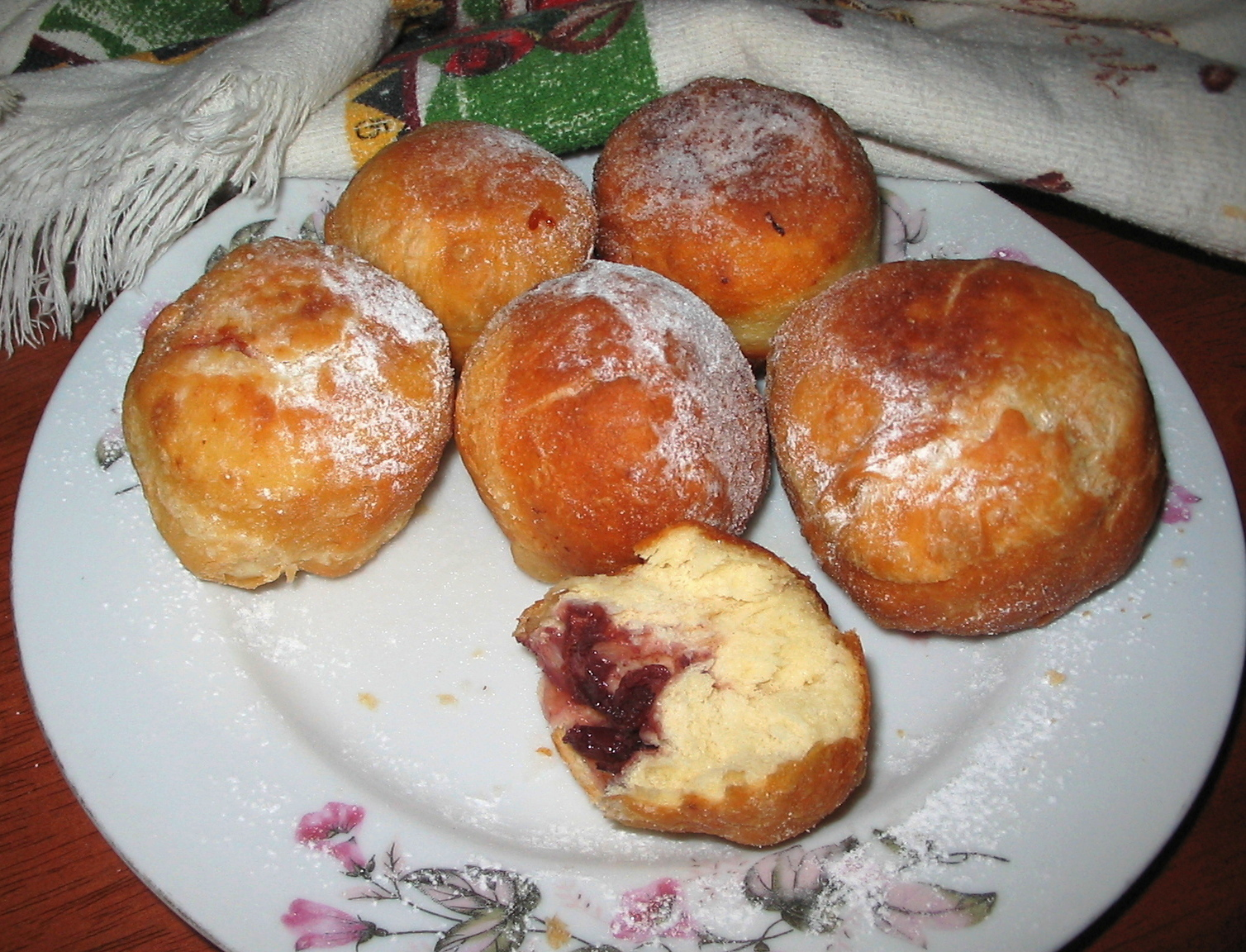
Pampuszki na słodko z nadzieniem wiśniowym, posypane cukrem pudrem

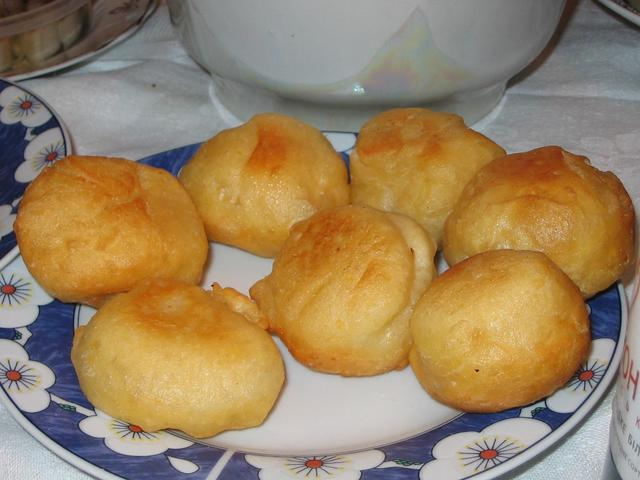
Pampuszki bez nadzienia, smażone na oleju

Pampuszki (ukr. пампушки), również pampuchy (ukr. пампухи) – w kuchni ukraińskiej rodzaj okrągłych niewielkich bułeczek, pączków lub dużych klusek z ciasta drożdżowego. Do ich wyrobu używa się mąki pszennej, żytniej, gryczanej lub mieszanki pszenno-gryczanej. Mogą być wytrawne lub słodkie.

## Nazwa
Ukraińskie słowo пампушка jest formą zdrobniałą od пампух. Słowo пампух zaś zostało zapożyczone z niemieckiego Pfannkuchen ['naleśnik, pączek'] za pośrednictwem języka polskiego (słowo pampuch). W słownikach języka ukraińskiego w odniesieniu do opisywanego wypieku jako podstawowe hasło występuje częściej forma пампушка (pampuszka).

## Warianty
Pampuszki wyrabia się z ciasta drożdżowego. Tradycyjnie piecze się je, ale mogą też być gotowane na wrzątku lub smażone. Występują w wersji wytrawnej i słodkiej.
Podstawowymi składnikami ciasta na pampuszki wytrawne są drożdże, ciepła woda, mąka (może być pszenna, żytnia, gryczana lub mieszanka pszenno-gryczana), cukier, sól i olej. Zamiast drożdży można też użyć zakwasu chlebowego. Z rozrobionych w ciepłej wodzie z cukrem drożdży oraz mąki z solą zagniata się miękkie ciasto; kiedy przestanie się ono kleić do rąk dodaje się olej, wyrabia i odstawia do wyrośnięcia w ciepłe miejsce. Następnie dzieli się ciasto na niewielkie kulki, układa na desce lub blasze do pieczenia i ponownie odstawia do wyrośnięcia, a następnie piecze w piekarniku posmarowane po wierzchu rozkłóconym jajkiem. W starszych przepisach pojawiają się też wersje gotowane na wrzątku, albo obgotowywane na parze, a potem dopiekane dla koloru w piekarniku.
Wytrawne pampuszki nie mają nadzienia, zaraz po upieczeniu polewa się je zwykle sosem z siekanego czosnku utartego z olejem i solą, często z dodatkiem ziół (np. koperku lub zielonej pietruszki). Czosnek może być też ucierany z masłem. Tradycyjnie z czosnkiem serwuje się pampuszki do barszczu albo innych zup, w ten sposób są podawane w restauracjach serwujących tradycyjną kuchnię ukraińską. Pampuszki mogą stanowić samodzielną przekąskę, bywają również podawane np. z plasterkiem słoniny (ukr. сало) i ogórkiem kiszonym.
Współcześnie występują też pampuszki w wersji słodkiej, przypominające polskie pączki. Typowymi składnikami na ciasto w wersji słodkiej są mleko, masło, całe jajka oraz dodatkowo żółtka jaj, mąka, cukier, drożdże i sól. Ze składników wyrabia się ciasto i zostawia do wyrośnięcia, po wyrośnięciu jeszcze raz się je zagniata i odstawia do ponownego wyrośnięcia. Następnie rozwałkowuje się ciasto na posypanej mąką stolnicy, wycina z niego krążki, nakłada na ich środek nadzienie i formuje kulki. Pampuszki można nadziewać owocami (np. wiśniami lub jagodami), konfiturami, powidłami, czekoladą, orzechami albo makiem i tak jak pączki smaży się je na głębokim oleju lub niekiedy na smalcu, a posypuje się je cukrem pudrem.

## W tradycji i kulturze
Pampuszki stanowiły element menu świątecznego i niedzielnego, a na Polesiu i na północnym Podolu spożywano je też podczas styp. Używane były także do wróżenia kawalerom i pannom. Żytnie pampuszki z czosnkiem jedzono na co dzień.
Współcześnie, nadziewane pampuszki na słodko należą do tradycyjnych 12 (9 lub 7) potraw spożywanych podczas wieczerzy w Wigilię Bożego Narodzenia: są kojarzone z tym świętem, symbolizując szczęście i radość, którą Bóg dał ludziom. Słodkie pampuszki mogą też symbolizować świętych w niebie, którzy cieszą się życiem wiecznym, i możliwość, że tak samo na słodki żywot wieczny może zasłużyć każdy człowiek. W przeszłości podczas Wigilii spożywano wyłącznie potrawy postne, również wypieki były postne, a słodkie maślane pampuszki smażono dopiero na Boże Narodzenie i częstowano nimi kolędników. Z symboliką szczęścia wiązały się ludowe powiedzenia, np. Печіть пампухи пухнасті, щоби жити в щасті [Piecz puszyste pampuchy/pączki, aby żyć w szczęściu]. O kimś prowadzącym dostatnie życie mówi się, że плаває, як пампух в олії [pływa jak pampuch/pączek w oleju] (por. polskie żyć jak pączek w maśle).
Od 2008 roku we Lwowie corocznie w styczniu, w okresie prawosławnego Bożego Narodzenia, odbywa się miejskie Święto Pampucha (Pączka) (ukr. Свято Пампуха). 7 stycznia 2012 podczas obchodów tego święta pobito rekord Guinnessa w układaniu mozaiki z pampuszek-pączków. Mierzyła ona 4 na 10 m, a do jej ułożenia użyto 7040 sztuk tych wypieków.